# جرذ القطن الألستوني
جرذ القطن الألستوني (الاسم العلمي:Sigmodon alstoni) هو نوع من الحيوانات يتبع جنس جرذ القطن من فصيلة الفأرية.